# Komisja Skarbu Państwa, Uwłaszczenia i Prywatyzacji
Komisja Skarbu Państwa, Uwłaszczenia i Prywatyzacji (SUP) – stała komisja Sejmu III kadencji. Do zakresu działania Komisji należały sprawy przekształceń form własności, w tym głównie sektora państwowego oraz nadzoru nad własnością publiczną w gospodarce.

## Prezydium Komisji
- Tomasz Wójcik (AWS) – przewodniczący
- Janusz Lewandowski (niezrz.) – zastępca przewodniczącego
- Marek Olewiński (SLD) – zastępca przewodniczącego
- Bogdan Pęk (PSL) – zastępca przewodniczącego[2]